# 丹娜拟珠目鱼
丹娜拟珠目鱼（学名：Scopelarchoides danae）为珠目鱼科拟珠目鱼属的鱼类，俗名拟珠目鱼。分布魚热带印度洋、大西洋、西中部太平洋及南海等海域，深度0-1850公尺，體長可達12.3公分，棲息在中層水域，雌雄同體，生活習性不明。